# كينيث كليبورن رويال
كينيث كليبورن رويال (بالإنجليزية: Kenneth Claiborne Royall)‏ (و. 1894 – 1971 م) هو محام، وسياسي من الولايات المتحدة الأمريكية ولد في غولدزبورو، كارولاينا الشمالية.

## التعليم
تعلم في جامعة ولاية كارولينا الشمالية في تشابل هيل، وكلية هارفارد للحقوق.

## روابط خارجية
- كينيث كليبورن رويال على موقع مونزينجر (الألمانية)
- كينيث كليبورن رويال على موقع إن إن دي بي (الإنجليزية)